# 마리아 카친스카
마리아 카친스카(폴란드어: Maria Helena Kaczyńska, 1942년 8월 21일~2010년 4월 10일)는 폴란드의 대통령 레흐 카친스키의 부인이다. 결혼 전 성은 마츠키예비치(폴란드어: Mackiewicz)이다.
루블린주에서 태어났다. 그단스크 대학교 졸업 후 그단스크의 해양 연구소에서 일하던 중 레흐 카친스키를 만나 1978년 결혼했다. 부부는 딸 하나를 두었다. 2005년 남편이 대통령으로 선출되어 그녀는 폴란드의 퍼스트 레이디가 되었다. 2010년 4월 10일, 남편의 러시아 방문에 동행하다 비행기 사고를 당해 남편 및 다른 비행기 탑승자 전원과 함께 죽었다.